# Stevan Popov
Stevan Popov (1947–2015) – jugosłowiański i serbski pilot, bohater wojny domowej w Bośni i Hercegowinie w latach 90. XX w. W 1992 wykonywał loty na trasie Belgrad - Sarajewo, dzięki czemu tysiące osób mogło wydostać się z ogarniętego wojną Sarajewa. Był pilotem JAT. 2004 odszedł na emeryturę w ramach redukcji stanowisk pracy. Zmarł w 2015 śmiercią samobójczą.

## Samolot
W początku konfliktu w Bośni i Hercegowinie dowództwo JNA zwróciło się do JAT z prośbą o oddelegowanie pilotów do obsługi transportowego samolotu boeing 707, który niespodziewanie znalazł się na wyposażeniu armii. Samolot, który pierwotnie należał do Uganda Airlines został zarekwirowany latem 1991 przez JNA po udaremnieniu przemytu 18 ton uzbrojenia piechoty i bojowych środków przeciwpancernych przeznaczonych dla tworzącej się Chorwackiej Gwardii Narodowej. Samolot otrzymał nieoficjalną nazwę 'Kikaš' - od nazwiska organizatora przemytu Antuna Kikaša. JNA wykorzystywała samolot do ewakuacji sprzętu i przesiedleńców z Chorwacji oraz uciekinierów z Sarajewa. Stevan Popow był kapitanem załogi.

## Loty Belgrad - Sarajewo
W 1991 na tym samym samolocie Popow wykonywał loty z lotniska Batajnica w Belgradzie do Puli i Zadaru, skąd, z lotnisk wojskowych ewakuował sprzęt wojskowy a także przesiedleńców wraz z mieniem.
Od 17.04 do 05.05.1992 Popow latał na trasie Belgrad - Sarajewo z zadaniem ewakuacji uciekinierów z Sarajewa. Liczba lotów dochodziła do 16 dziennie, a liczba pasażerów osiągnęła nawet 575, co było możliwe dzięki temu, że samolot, jako towarowy, nie był wyposażony w fotele. W przeciągu miesiąca z Sarajewa ewakuowano w ten sposób około 40 tys. osób.

## Mistrzostwa Europy w piłce nożnej 1992
Popow przewoził również piłkarską reprezentację Jugosławii, która miała wziąć udział w mistrzostwach Europy w Piłce nożnej w Szwecji, jednak tuż przed rozpoczęciem rozgrywek, została zdyskwalifikowana na mocy sankcji międzynarodowych. Również z powodu sankcji reprezentacja nie mogła wrócić do kraju. Dopiero dzięki interwencji u Sekretarza Generalnego ONZ Butrusa Ghali Popow otrzymał pozwolenie na przelot do Sztokholmu i z powrotem w ciągu 24 godzin.